# Latin Awards Canada
Latin Awards Canada est une cérémonie de remise de prix pour la musique, l'art, la culture, les médias, les personnalités et tout ce qui concerne le divertissement hispanique au Canada. Cet événement a été créé et produit par l'animateur de radio et producteur M. Anibal Cruz et a lieu chaque année depuis le 5 septembre 2015. Univision Canada les a reconnus comme les prix de musique latine les plus importants au Canada.
Son objectif est de récompenser et de reconnaître la valeur et le succès des artistes, hommes d'affaires, journalistes, producteurs, télé, annonceurs, promoteurs, DJ, art, cinéma, réseaux sociaux, danse, culture et médias hispaniques au Canada au cours de leur dernière année de travail. Des prix spéciaux sont également décernés à des personnalités, des producteurs, des représentants de l'art, du cinéma, de la danse, de la culture, des médias et des artistes locaux et internationaux.
Les nominations sont sous la responsabilité du comité de sélection. La sélection se fait au travers d'enquêtes dans les différents domaines et s'appuie sur des experts ayant les compétences dans le domaine. Les lauréats sont choisis parmi les votes du public recueillis sur la page officielle de l'événement, de la même manière, il existe un groupe de jurys ayant une expérience et une connaissance de l'industrie de la musique et dans d'autres domaines selon la catégorie. Ce dernier accordera une note supplémentaire aux nommés, qui viendra s'ajouter aux votes reçus du public.
Des personnalités telles que Miguel Barnet, Eliades Ochoa, Étienne Drapeau, Aiona Santana, entre autres, ont été reconnu pour son développement artistique dans le pays nord-américain.

## Histoire
Latin Awards Canada est une initiative du producteur dominicain Aníbal Cruz, président de la Fondation Cruz-A, qui a dirigé pendant près de dix ans les émissions latines de la station 106.3 FM, appartenant à l'un des groupes de radio les plus importants de tout le Canada.
En 2016, Woodbine Mall a été le théâtre de la cérémonie de remise des prix, avec un hommage à neuf Latinos exceptionnels. Tous les médias hispaniques de Montréal et du reste du Canada se sont réunis au Théâtre Symposia pour diffuser l'événement Latin Awards Canada et d'autre part, divers artistes étaient présents, entre autres leaders de la communauté hispanique.
En 2017, l'événement a eu lieu au Théâtre Rialto de Montréal et a réuni l'ancienne reine de beauté Ninela Sánchez et l'animateur de radio Janeiro Matos en tant que présentateurs de la soirée,. Cette année, Traccos Solutions, la branche commerciale de Traccos Films dédiée à la captation d'émissions en direct et de webdiffusion, a conclu une entente avec la fondation Cruz-A pour la production audiovisuelle du troisième volet des Canada Latino Awards.
La quatrième édition des Latin Awards Canada a de nouveau eu lieu en 2018 au Théâtre Rialto. Des chanteurs internationaux tels que Pedro Fernández (Mexique), Elvis Martínez (République dominicaine), Tommy Titerito (République dominicaine), Eliades Ochoa (Cuba) et Étienne Drapeau (Canada), se sont rendus à cet événement,.
Le 27 décembre 2020, la sixième édition des Latin Awards Canada s'est déroulée à Montréal sous des mesures de sécurité strictes en raison de la Covid-19,. La diffusion en directe de l'événement, grâce à son coté "en ligne", a pu compter avec des artistes de taille internationale de par tout le continent hispanique. Pour la première fois depuis son début, le spécial était diffusé dans plusieurs stations télévisuelles et radio diffuseurs du continent. 
La huitième remise de prix "Latin Awards Canada 2022" a eu lieu en janvier 2023, au théâtre Marguerite-Bourgeoys de Montréal. La direction artistique a été confiée pour 2e année consécutive à Maria Paula Cano, ainsi que la production audiovisuelle reste depuis 2017 sous la direction de Juan José Cea Escobar.

### Sélection des nommés et sélection des gagnants
Le public vote par téléphone, SMS et via une urne pour voter afin de choisir ses candidats préférés. De même, une association d'artistes, alliés des communicants indépendants et membres de Latin Awards Canada pourra choisir et voter pour les candidats.

## Catégories

### Artistes
- Arrangeur ou producteur de l'année
- auteur-compositeur de l'année
- Arrangeur urbain ou producteur de l'année
- Duo de chant ou groupe urbain à l'étranger
- chanteur de l'année
- chanteur de l'année
- Artiste révolutionnaire de l'année
- Artiste public de l'année (vote populaire)
- Artiste chrétien de l'année
- Artiste latino le plus populaire de l'année au Canada
- Artistes internationaux

### Radio
- Meilleure émission de radio
- Meilleur animateur radio
- Meilleure radio internet
- Meilleur animateur de scène.
- Promoteurs de festivals et d'événements
- Producteur d'événements de l'année
- Promoteur d'événements de l'année.
- Promoteurs de club de l'année
- Fête de l'année

### DJ
- DJ contemporain de l'année
- Dj Urbain (jeune) de l'année

### Journaliste
- Journaliste de l'année
- Média numérique informatif de l'année
- Magazine de l'année

### Danse et culture
- Groupe culturel folklorique et danse de l'année
- Meilleur réalisateur/producteur de téléfilms
- Meilleur photographe classique
- Autre